# Hedwig-Eleonora-Kirche
Hedwig-Eleonora-Kirche ist der Name von mehreren nach Hedwig Eleonora von Schleswig-Holstein-Gottorf (1636–1715) benannten Kirchengebäuden in Schweden und Finnland:
- Die Hedwig-Eleonora-Kirche in Karlskrona wurde noch zu Lebzeiten der Königswitwe 1681 eingeweiht, dann aber 1744 durch die Friedrichskirche ersetzt.
- 1686 wurde die Kirche von Tornio geweiht und nach ihr benannt.
- Die Hedwig-Eleonora-Kirche in Stockholm wurde 1737 eingeweiht, posthum nach ihr benannt und trägt noch heute ihren Namen.